# Вълк (съзвездие)
Вълк е южно съзвездие, едно от 48-те съзвездия, описани в древността от Птолемей, и сред 88-те съвременни съзвездия, използвани от Международния астрономически съюз.

## Легенда
Съзвездието се свързва с легендата за Ликаон, царят на Ликосура. Зевс не одобрявал постъпките му и заплашил, че един ден ще слезе на земята, ако това се повтори. Ликаон решил да види какво ще стане и повторил грешката. Зевс слязъл на земята като обикновен човек; всички разбрали и му се кланяли освен Ликаон. За да се увери, че това е Зевс, той го завел в кухнята, заклал един роб, като едната половина сварил, а другата – изпекъл и предложил на Зевс да яде от него. За наказание Ликаон бил превърнат във вълк.